# 森特拉爾城 (阿拉巴馬州)
森特拉爾城（英語：Central City）是一個位於美國阿拉巴馬州科菲縣的非建制地區。該地的面積和人口皆未知。

## 地理
森特拉爾城的座標為31°14′36″N 85°53′06″W / 31.24333°N 85.885°W，而該地最高點為海拔高度96米（即315英尺）。